# Cinéma (revue)
Pour les articles homonymes, voir Cinéma (homonymie).
Cinéma est une revue de cinéma française fondée en 1954 par la Fédération française des ciné-clubs (FFCC), fédération qui avait publié son journal Ciné-Club d'octobre 1947 à mars 1951. 
La revue cesse de paraître au 4e trimestre de 1999. 

## Historique
En 1954, Pierre Billard est le premier rédacteur en chef de la revue : il occupe ce poste jusqu'en 1967. Gaston Haustrate lui succède avec Marcel Martin et Henry Moret. 
La particularité de la revue est que son titre comporte l'année d'édition jusqu'à son no 522 (du 16 au 31 décembre 1993). 
La rentabilité de la publication, à ses débuts, est assurée par un système de vente forcée aux clubs (un exemplaire par dix adhérents).
En 1971, sept critiques quittent la revue pour créer Écran. Le no 162 de Cinéma 72 fait brièvement allusion à ce départ. Le 6 décembre 1971, le conseil d'administration de la FFC « juge irrecevable la lettre de 8 rédacteurs » de la revue « qui constitue un véritable ultimatum contre d'autres rédacteurs ». La nouvelle rédaction est composée de Gaston Haustrate, rédacteur en chef ; Albert Cervoni, Fernand Dufour, Frantz Gévaudan et Jacques Morin, membres du comité de rédaction. Bénéficiant d'un tirage qui atteint 27 500 exemplaires, Cinéma 72 compte alors 8 200 abonnés.
À partir de son numéro 485 (avril 1992), la revue paraît deux fois par mois.
D'un petit format carré en noir et blanc, la publication a évolué vers un format traditionnel et en couleurs (avant de revenir au noir et blanc en mars 1992).
Le premier numéro (titre : Cinéma 55) est sorti en novembre 1954 ; le dernier (no 600) est daté du quatrième trimestre 1999.

## Collaborateurs et collaboratrices de la revue
- Gilles Jacob, Jacques Grant, Gérard Frot-Coutaz, Noël Simsolo, Dominique Rabourdin, Gérard Courant, Claude Michel Cluny, Jean-Loup Passek, Dominique Païni, Pierre Billard, André-Georges Brunelin, Patrick Bureau, Jean-Pierre Coursodon, Albert Cervoni, Jacques Petat, Joël Magny, Gilles Colpart, Leonardo de la Fuente, Jean-Paul Török, Raymond Lefèvre, Marcel Martin, Michel Mardore, Pierre Philippe, René Gilson, Jean Roy, Mireille Amiel, Jean-Louis Rieupeyrout, Noël Simsolo, Bertrand Tavernier, Max Tessier, Gaston Haustrate, Lise Le Bournot, Marguerite Duras.